# Мутная (приток Нессы)
Мутная — река в России, протекает на юге Лешуконского района Архангельской области. Правый приток реки Несса.
Длина реки составляет 10 км.
Течёт по лесной болотистой местности. Генеральным направлением течения является юго-запад.

## Данные водного реестра
По данным государственного водного реестра России относится к Двинско-Печорскому бассейновому округу, водохозяйственный участок реки — Мезень от истока до водомерного поста у деревни Малонисогорская. Речной бассейн реки — Мезень.
Код объекта в государственном водном реестре — 03030000112103000048334.